# Гельденштайн
Гельденштайн (нім. Heldenstein) — громада в Німеччині, розташована в землі Баварія. Підпорядковується адміністративному округу Верхня Баварія. Входить до складу району Мюльдорф. Центр об'єднання громад Гельденштайн.
Площа — 19,85 км2. Населення становить 2700 ос. (станом на 31 грудня 2020).